# Ferrovia Yokohama Minatomirai
La Ferrovia Yokohama Minatomirai (横浜高速鉄道?, Yokohama Kōsoku Tetsudō, lett. "Ferrovia rapida di Yokohama") è una compagnia ferroviaria del terzo settore che possiede due linee ferroviarie. La sua sede principale è nella città di Yokohama. I principali azionisti sono la municipalità di Yokohama, la prefettura di Kanagawa e la Tōkyū Corporation.

## Storia
La città di Yokohama ha fondato l'azienda il 29 marzo 1989 come parte del progetto di sviluppo urbano Minato Mirai 21. Dopo che i piani per una terza linea metropolitana fallirono definitivamente nel 1990, la società decise invece di acquisire una licenza commerciale ferroviaria e di avviare una collaborazione con Tōkyū. I lavori di costruzione della linea Minatomirai iniziarono nel novembre 1992. Nel frattempo, il 1° agosto 1997, acquisì la linea Kodomonokuni, che in precedenza serviva solo traffico turistico, e la rinnovò completamente e dal 29 marzo 2000 fu adibita al regolare traffico extraurbano. A causa degli importanti lavori di ristrutturazione alla stazione di Yokohama e di altre difficoltà, la costruzione della linea Minatomirai durò più di undici anni, è infine stata inaugurata il 1° febbraio 2004.

## Linee ferroviarie
La ferrovia Yokohama Minatomirai ha due linee. Tuttavia, la gestione della linea Kodomonokuni è affidata alla compagnia Tōkyū.
- Linea Minatomirai (みなとみらい線?): Yokohama - Motomachi-Chūkagai (4,1 km, 6 stazioni)
- Linea Kodomonokuni (こどもの国線?): Nagatsuta - Kodomonokuni (3,4 km, 3 stazioni)

La linea Minatomirai è la continuazione diretta della linea Tōkyū Tōyoko della Tōkyū fino a Shibuya, che dal 2013 è collegata alla linea Fukutoshin della metropolitana di Tokyo. Ciò a sua volta consente il traffico ferroviario continuo verso la linea Ikebukuro della Seibu e la linea Tōjō della Tōbu senza dover cambiare treno.

## Materiale rotabile
- Serie Y500
- Serie Y000

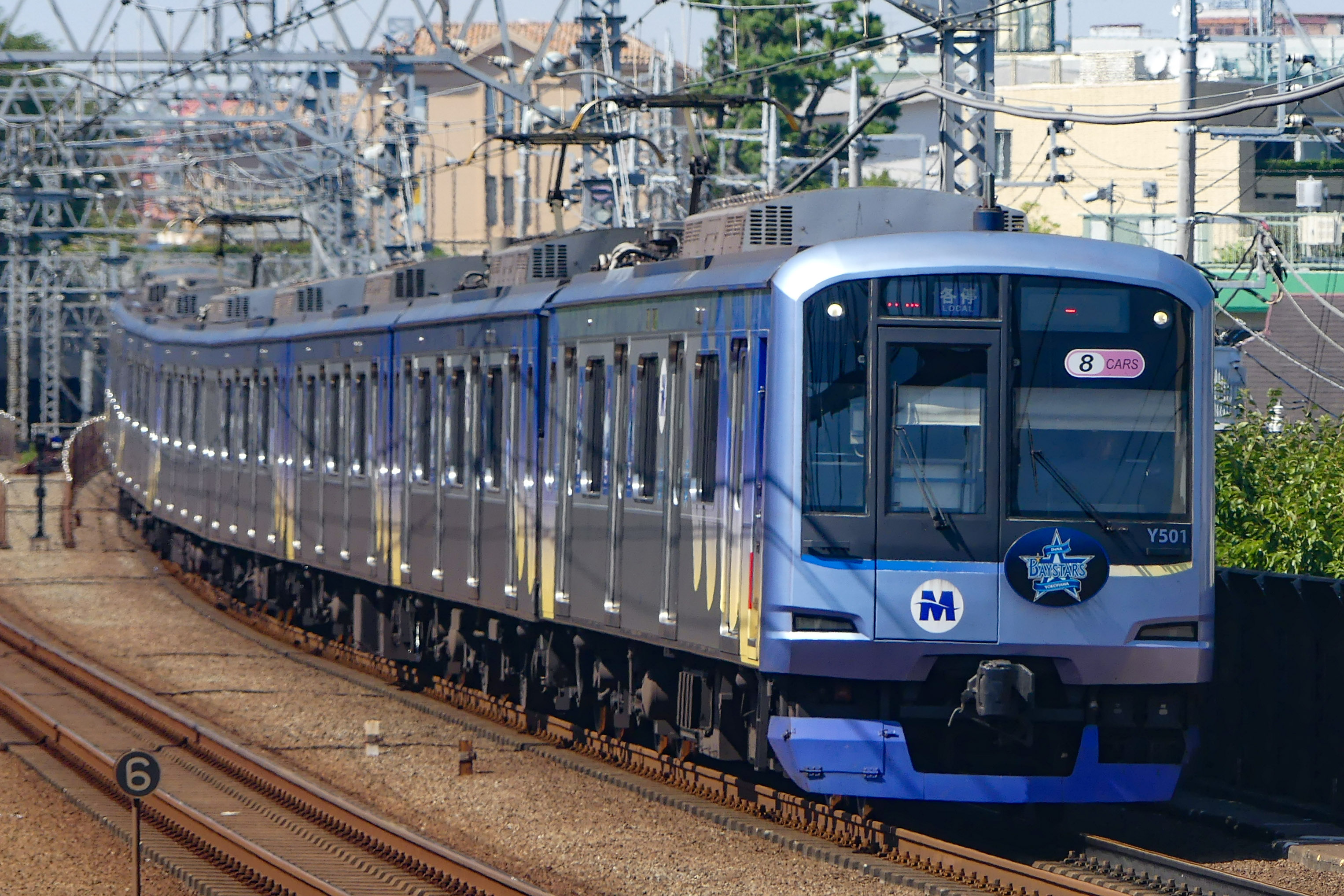
Serie Y500 (Linea Minatomirai)
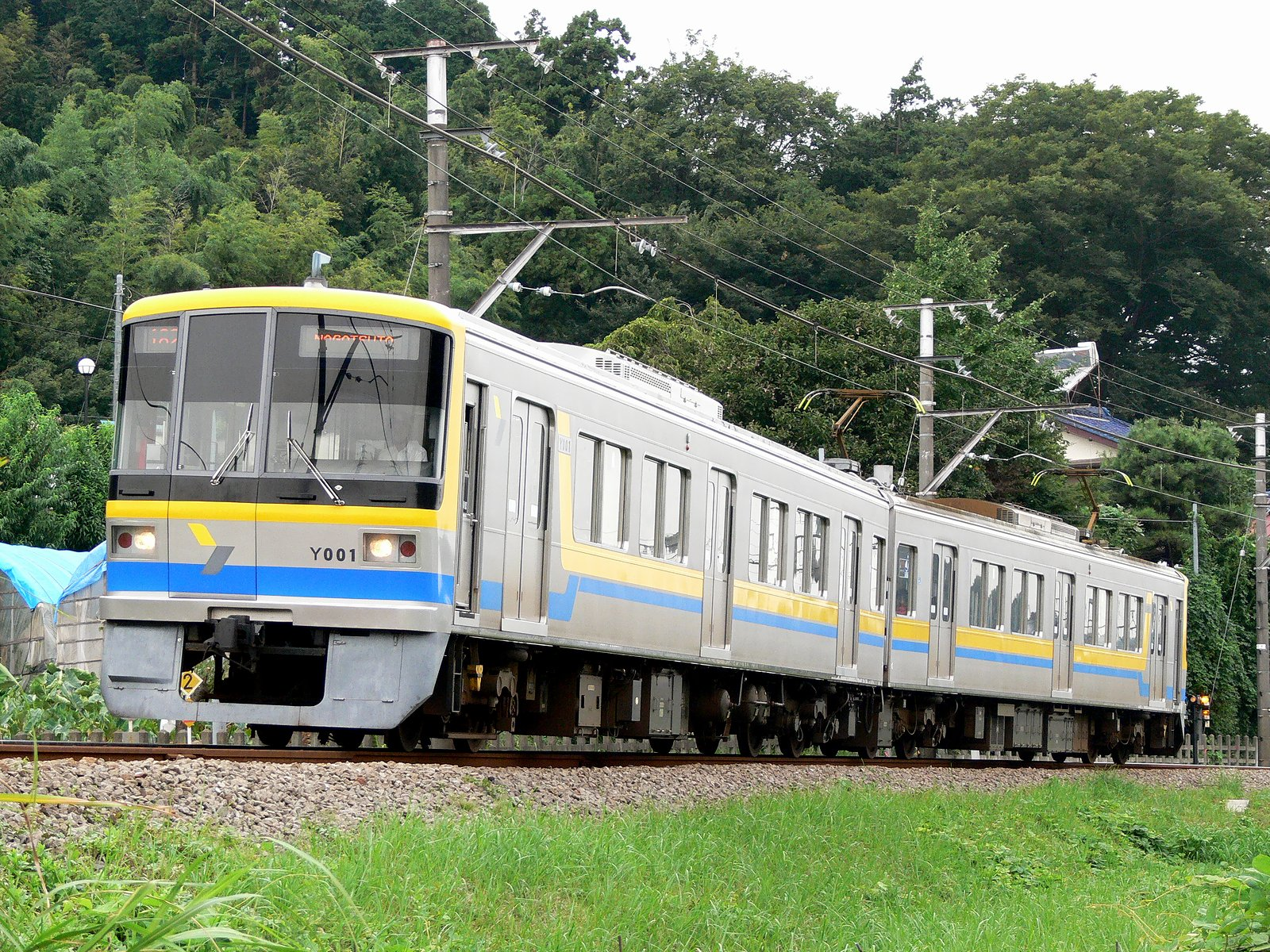
Serie Y000 (Linea Kodomonokuni)